# Verwaltungsgemeinschaft Allershausen
La comunità amministrativa di Allershausen (Verwaltungsgemeinschaft Allershausen) si trova nel circondario di Freising in Baviera, Germania.

## Suddivisione
Comprende 2 comuni:
1. Allershausen
2. Paunzhausen

Il capoluogo è Allershausen.